# Galvanometru

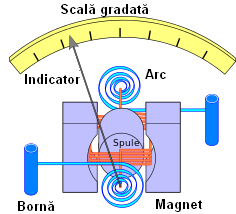
Schema unui galvanometru de tip D'Arsonval-Weston

Galvanometrul este un instrument de măsură utilizat pentru punerea în evidență a unor curenți electrici de valoare numerică scăzută.
Este gradat în microamperi, unități de tensiune sau de sarcină electrică.
Primul galvanometru a fost construit de Johann Schweigger în 1820, ulterior fiind îmbunătățit de André-Marie Ampère.
Se bazează pe fenomenul de inducție electromagnetică și poate fi de două tipuri:
- galvanometru cu cadru mobil: alcătuit dintr-un magnet fix în jurul căruia se poate roti o bobină prin care trece curentul electric de măsurat;
- galvanometru cu magnet mobil: alcătuit dintr-o bobină fixă, în interiorul căreia se află suspendat unul sau mai multe ace magnetice a căror deviație poate fi măsurată.

Pentru citirea unor deviații mici, pe echipajul mobil se fixează o oglindă, care, la devierea acestuia, va produce devierea cu un unghi dublu a unei raze de lumină reflectate.

## Principiu de funcționare
Structura fundamentală a lentilei vibrante: Lentila vibrantă este compusă din trei părți: stator, rotor și senzor de detecție. Galvanometrul adoptă un magnet permanent ca miez magnetic, iar senzorul de detectare imită galvanometrul ca senzor capacitiv. Galvanometrul digital este un senzor de detectare a riglei cu grilaj. Un senzor de capacitate detectează o mică modificare a capacității senzorului atunci când motorul se balansează, transformă schimbarea capacității într-un semnal electric, o transmite înapoi controlerului și apoi efectuează controlul în buclă închisă. Senzorul riglei de rețea măsoară punctul de vedere real al deformarii prin rigla de rețea și apoi îl convertește într-un semnal electric, care este transmis înapoi la controler pentru control în buclă închisă. Datorită faptului că rotorul este o bobină, în timp ce bobina este relativ mare ca volum și are un moment mare de inerție, nu este propice unui răspuns rapid, deci nu este folosită deloc. Tipul magnetic dinamic are o funcție excelentă de răspuns rapid datorită volumului său mic și inerției mici, deoarece miezul magnetic cilindric gol este instalat strâns pe arborele rotativ.
Principiul galvanometrului laser: Când este introdus un semnal de poziție, motorul de balansare (galvanometrul laser) va balansa un anumit unghi în funcție de un anumit raport de conversie a tensiunii și a unghiului. Întregul proces adoptă un control de feedback în buclă închisă, care este operat în comun de cinci circuite de control: senzor de poziție, amplificator de eroare, amplificator de putere, discriminator de poziție și integrator de curent. Principiul galvanometrului laser digital este de a converti semnalele analogice în semnale digitale pe baza principiului galvanometrului laser analogic.
Galvanometrul, pentru tăierea vinilului, tăierea siliconului, tăierea filmului de inscripție, cunoscut și sub numele de galvanometru al mașinii de marcat cu laser, galvanometru de scanare optică de mare viteză, cap de scanare etc., este o componentă importantă a mașinii de marcat cu laser. Pentru marcarea vinilului, marcare pe silicon, marcare pe film cu litere.
Principiul fundamental de funcționare al motoarelor electrice: Motoarele electrice folosesc câmpuri magnetice ca mediu și inducție electromagnetică pentru a finaliza transformarea energiei, așa că trebuie să existe un circuit magnetic pentru conducerea fluxului magnetic și un circuit pentru conducerea curentului în interior. Când un motor electric suferă o transformare a energiei, ar trebui să aibă două componente majore pentru mișcarea relativă: componenta care stabilește câmpul magnetic de excitație și componenta indusă. Componenta în mișcare se numește rotor, iar componenta oprită se numește stator. Generatorul absoarbe putere mecanică din sistemul mecanic și emite energie electrică către sistemul electric; Motoarele electrice absorb energie electrică din sistemul electric și produc putere mecanică către sistemul mecanic. În timpul procesului de transformare a energiei interne a motorului, există energie electrică, energie mecanică, energie câmp magnetic și energie termică. În timpul acestui proces, energia termică este generată de pierderea de energie internă a motorului și ar trebui redusă la minimum în proiectare. Pentru un motor electric, energia electrică introdusă de la sursa de energie = crește stocarea energiei în câmpul electromagnetic cuplat plus energia de pierdere internă a motorului plus energia mecanică de ieșire. Pentru un generator, intrarea energiei mecanice din sistemul mecanic=crește în câmpul electromagnetic cuplat plus energia de pierdere internă a motorului plus energia electrică de ieșire.